# Bilaki, Shikarpur
Bilaki là một làng thuộc tehsil Shikarpur, huyện Shimoga, bang Karnataka, Ấn Độ.